# Le Buteur numéro 9
Pour plus de détails, voir Fiche technique et Distribution.
Le Buteur numéro 9 (grec moderne : Η φανέλα με το 9, I fanela me to 9) est un film grec réalisé par Pantelís Voúlgaris, sorti en 1988.

## Fiche technique
- Titre original : Η φανέλα με το 9
- Titre français : Le Buteur numéro 9
- Réalisation : Pantelís Voúlgaris
- Scénario : Vangelis Raptopoulos d'après un roman de Ménis Koumandaréas
- Décors : Ioulia Stavridou
- Costumes : Ioulia Stavridou
- Photographie : Alexis Grivas
- Montage : Takis Giannopoulos
- Musique : Stamatis Spanoudakis
- Pays d'origine : Grèce
- Format : Couleurs - 35 mm - 1,66:1 - Mono
- Genre : drame
- Durée : 121 minutes
- Date de sortie : 1988

## Distribution
- Stratos Tzortzoglou : Bill Seretis
- Themis Bazaka : Kiki
- Nikos Bousdoukos : Giorgos Kapatos
- Stamatis Tzelepis : Spyros
- Katia Sperelaki : Dora
- Nikos Tsachiridis : Tsalikis

## Distinction

### Sélection
- Berlinale 1989 : sélection en compétition officielle